# Фажак-ла-Реланк
Фажа́к-ла-Рела́нк (фр. Fajac-la-Relenque) — коммуна во Франции, находится в регионе Лангедок — Руссильон. Департамент коммуны — Од. Входит в состав кантона Саль-сюр-л’Эр. Округ коммуны — Каркасон.
Код INSEE коммуны — 11134.

## Население
Население коммуны на 2008 год составляло 45 человек.
| 1962 | 1968 | 1975 | 1982 | 1990 | 1999 | 2008 |
| ---- | ---- | ---- | ---- | ---- | ---- | ---- |
| 74   | 75   | 62   | 51   | 52   | 42   | 45   |

## Экономика
В 2007 году среди 22 человек в трудоспособном возрасте (15—64 лет) 17 были экономически активными, 5 — неактивными (показатель активности — 77,3 %, в 1999 году было 68,2 %). Из 17 активных работали 15 человек (9 мужчин и 6 женщин), безработными были 2 женщины. Среди 5 неактивных 2 человека были пенсионерами, 3 были неактивными по другим причинам.